# Милостивый блудник

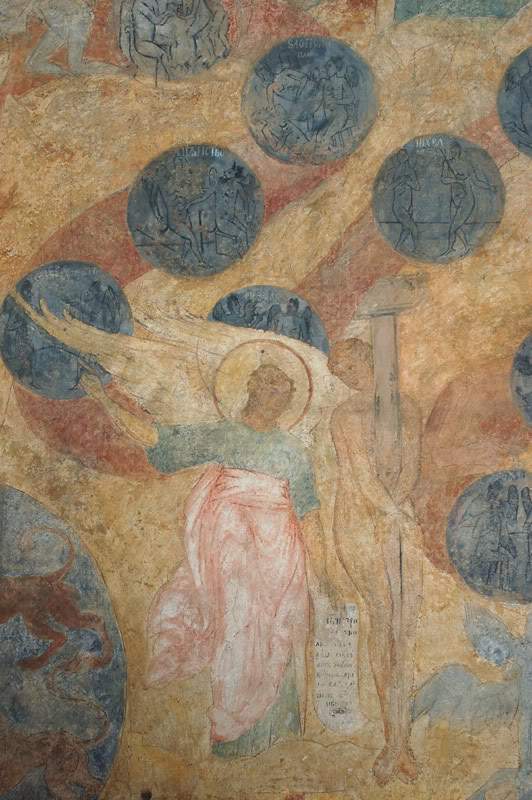
Милостивый блудник
(фреска Ипатьевского монастыря)

Ми́лостивый блудни́к — герой проложно́го сказания, ставший с XVI века в русской иконописи участником сцены Страшного суда.

## Сказание
В Про́логе под 12 августа помещено «Слово о некоем блуднице, иже милостыню творя, а блуда не остася». Согласно ему, в царствование императора Льва Исавра (VIII век) в Константинополе жил некий богатый человек, который хотя и был милосердным, раздавал щедрую милостыню, но до старости пребывал в грехе прелюбодеяния. Когда он скончался, то патриарх Герман с другими епископами начал рассуждать о его посмертной судьбе, споря, будет ли дано ему Богом спасение. Патриарх приказал молиться об этом человеке во всех храмах и монастырях, прося у Бога открыть его посмертную участь.
Участь блудника была открыта некоему затворнику, который по требованию патриарха рассказал о своём видении. Он всю ночь молился и увидел:
некое место, одесную имущо рай, исполнено неизреченных благ, ошуюю же езеро огненое, егоже пламень восхождаше до облак. Между же блаженного рая и страшнаго пламене умерший муж привязан стояше и зеле стоняше и часто к раеви взираше и горько рыдаше.
На плач блудника явился ангел, который пояснил ему, что благодаря милостыне он был избавлен от адских мук, но так как не оставил прелюбодеяния, то лишён райских блаженств.

## Иконография

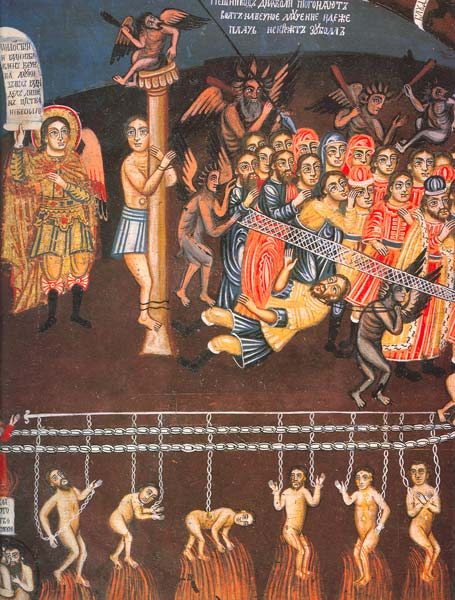
Деталь иконы «Страшный суд» (Пошехонье, XVIII век)

Как отмечает Н. В. Покровский, фигура Милостивого блудника начинает изображаться на иконах и фресках Страшного суда в XVI—XVII веках. В этот период художников начинает привлекать не только изображение противостояния сил ада и рая, но и человек, сочетающий в себе добро и зло. Это сочетание было найдено в фигуре милостивого блудника, которую начали помещать в образе привязанного к столбу юноши, находящегося на границе ада и рая. Его образ показывает промежуточное состояние между грешником и праведником, вводя в композицию Страшного суда новую для неё оценку личности, наделённой противоречиями, а также надежду на частичное прощение нераскаянных человеческих грехов.
Блудника изображают обнажённым и привязанным к столбу, в руках у него может быть свиток с поясняющей надписью, её также могут помещать рядом с изображением или в руках изображаемого рядом ангела. В Строгановском иконописном подлиннике указывается следующая надпись: «Что стоиши, человече, и позираеши на рай и на муку? Блуда бо лишен бысть блаженнаго рая, а милостыни ради лишен вечныя муки».
На фресках ярославской церкви Николы Мокрого (1673 год) фигура Милостивого блудника занимает значительное место в композиции Страшного суда, она детально проработана, образ наделён покоем, а образы грешников, направляемых в ад, напротив, полны трагизма.